# Euploea eucala
Euploea eucala är en fjärilsart som beskrevs av Otto Staudinger 1896. Euploea eucala ingår i släktet Euploea och familjen praktfjärilar. Inga underarter finns listade i Catalogue of Life.